# Одержимість (фільм, 2009)
«Одержимість» (англ. Obsessed) — американський трилер 2009 року режисера Стіва Шилла з співачкою Бейонсе у головній ролі.
Слоган фільму: «Всі засоби добрі, коли кохання — це війна» (англ. «All's fair when love is war»).

## Сюжет
Дерек Чарльз — успішний працівник великої фінансової компанії. Він — справжній профі своєї справи, що має повагу і довіру серед колег. Колись він закрутив роман зі своєї секретаркою Шерон, котра у підсумку стала його жінкою.
Тепер вони щаслива сімейна пара. Він як і раніше працює в офісі, вона —домогосподарка, що займається дитиною, яка недавно народилася, і зрідка навідується провідати чоловіка на роботі.
Поява нової секретарки в офісі спочатку не здається чимось незвичайним. Симпатична дівчина Ліза Шерідан, яка прагне догодити своєму босові і відповідально підходить до виконання своїх обов'язків. Тільки з кожним разом вони набувають більш особистий характер, що не вписується в рамки ділового співробітництва. До того ж красуня-дружина починає бачити в ній суперницю, і не дарма. В голові винахідливою секретарки ховається хитрий план по тому, як відбити Дерека, відомого своєю пристрастю до кожної спідниці. Чи настільки він змінився, щоб залишити свої гріхи в минулому? Чи настільки він вірний дружині, що зможе встояти перед натиском спокусниці? Як далеко може зайти людська одержимість?
Коли справа приймає несподіваний оборот і встає загроза викрадення дитини, зарозуміла суперниця гірко про все пошкодує.

## У ролях
- Ідріс Ельба — Дерек Чарльз
- Бейонсе Ноулз — Шерон Чарльз
- Елі Лартер — Ліза Шерідан
- Джеррі О'Коннелл — Бен
- Бонні Перлман — Мардж
- Меттью Гемпфрі — Патрік
- Скаут Тейлор-Комптон — Саманта
- Річард Руколо — Хенк

## Виробництво
Сценарист Девід Локері, який доклав руку до створення багатьох голлівудських фільмів, виступив ще й виконавчим продюсером хіп-хоп виконавець і актор LL Cool J. Ім'я героїні Бейонсе мало були Бет. Це перша роль у фільмі, в якому Бейонсе не співає.
Зйомки почалися 5 травня 2008 року і проходили в Лос-Анджелесі, США. Дату прем'єри перенесли з 27 лютого на 24 квітня 2009 року.
Бюджет картини склав $ 20 мільйонів, загальні касові збори склали понад $ 73 мільйонів. Так, збори тільки в США склали понад $ 68 мільйонів.

## Саундтрек
Композитором музики до фільму став Джеймс Дулі
| OST Obsessed | OST Obsessed                                            | OST Obsessed |
| #            | Назва                                                   | Тривалість   |
| ------------ | ------------------------------------------------------- | ------------ |
| 1.           | «Girls Gotta Pay Rent / Good Ones Are Always Married»   |              |
| 2.           | «Lisa BTW»                                              |              |
| 3.           | «Lisa Meets Sharon / Blame Shannon»                     |              |
| 4.           | «If I Were Single»                                      |              |
| 5.           | «I Would Never Cheat On You / She Grabbed Your Package» |              |
| 6.           | «A Present For Kyle»                                    |              |
| 7.           | «It's Just The Sprinklers»                              |              |
| 8.           | «Forgot My Purse / Off To My Sister's»                  |              |
| 9.           | «Call Me Back / Champagne Anyone?»                      |              |
| 10.          | «Bitch Fight Pt. 1»                                     |              |
| 11.          | «Bitch Fight Pt. 2 / Just Hanging Out Somemore»         |              |

## Нагороди та номінації
| Рік  | Номіновано           | Категорія                                      | Нагорода              | Результат | Дж |
| ---- | -------------------- | ---------------------------------------------- | --------------------- | --------- | -- |
| 2009 | Одержимість          | Choice Movie: Drama                            | Teen Choice Awards    | Номінація |    |
| 2009 | Бейонсе              | Choice Movie Actress: Drama                    | Teen Choice Awards    | Номінація |    |
| 2009 | Бейонсе і Елі Лартер | Choice Movie: Rumble                           | Teen Choice Awards    | Номінація |    |
| 2010 | Бейонсе і Елі Лартер | Краща бійка                                    | MTV Movie & TV Awards | Номінація |    |
| 2010 | Бейонсе              | Найгірша жіноча роль                           | Золота малина         | Номінація |    |
| 2010 | Елі Лартер           | Найгірша жіноча роль другого плану             | Золота малина         | Номінація |    |
| 2010 | Ідріс Ельба          | Кращий актор другого плану в художньому фільмі | Image Awards          | Номінація |    |